# Paltothemis lineatipes
La libélula rayadora roja de roca (Paltothemis lineatipes) pertenece a la familia de las libélulas rayadoras (Libellulidae) se caracteriza por perchar sobre las rocas muy cerca del agua y por su conspicua coloración rojiza 1. 

## Clasificación y descripción de la especie
Paltothemis es un género americano que se distribuye desde el sureste de E.U.A. hasta Costa Rica 1. Se compone de dos especies, una de las cuales es endémica de México1. Los machos y hembras jóvenes tienen la cara color claro, ésta se vuelve rojo brillante en machos maduros; el tórax y el abdomen son cafés grisáceos fuertemente marcados en negro, en los machos maduros, el frente del tórax y el abdomen se vuelven rojos 1.

## Distribución de la especie
Sureste de E.U.A., México, Guatemala, Belice, El Salvador, Honduras, Nicaragua y Costa Rica 1.

## Hábitat
Rios y riachuelos pequeños, insolados y rocosos en áreas forestadas 1.

## Estado de conservación
No se encuentra en ninguna categoría de riesgo.